# Херцогство Фройдентал
Херцогството Фройдентал (на чешки: Bruntálské knížectví, Bruntálsko; на немски: Herzogtum Freudenthal) е самостоятелно херцогство от 1682 до 1684 г., когато великият магистър на Тевтонския орден Йохан Каспар фон Ампринген е главен губернатор на Силезия в днешния район Брунтал в Моравско-силезкия край в Чехия.
Фройдентал първо принадлежи към Херцогство Тропау на Пршемисловците. През 1377 г. принадлежи известно време на херцозите от Херцогство Йегерндорф и Херцогство Ратибор, които по това време са също от фамилията Пршемисловци.
Следните херцози са носили титлата Херцог на Фройдентал:
- Йохан I, 1365 – 80/82 херцог на Ратибор, 1367 – 1377 херцог на Тропау, от 1377 също херцог на Йегерндорф и Фройдентал
- Йохан II, 1380/82 – 1424 херцог на Ратибор и Фройдентал, 1380/82–пр. 1385 и от 1422 херцог на Йегерндорф
- Николаус IV от Фройдентал († 1405/07)
- Николаус V, 1424 – 1437 херцог на Йегерндорф и Ратибор, 1437 – 1452 херцог на Фройдентал и Рибник

След смъртта на великия магистър Йохан Каспар фон Ампринген 1684 г. херцогството не съществуава повече. Господството Фройдентал остава собственост на Тевтонския орден.